# Skotte (choklad)
Skotte är en stycksak av choklad som säljs under Mondelez varumärke Marabou.
Chokladbiten består av krämig mörk nougat med hackade nötter och russin samt överdrag av mörk choklad. Den introducerades i Marabous sortiment 1967. 
Produkten säljs i en förpackning med två bitar som väger 50 gram.
Namnet kommer från Skottlands demonym, och detta tema kan även observeras på paketeringen, där det rutiga mönstret från en kilt återfinns.